# Trigonopterum laricifolium
Trigonopterum laricifolium là một loài thực vật có hoa trong họ Cúc. Loài này được (Hook.f.) W.L.Wagner & H.Rob. mô tả khoa học đầu tiên năm 2002.